# Casa della Fiducia
Casa della Fiducia è un dipinto di Giuseppe Guerreschi. Eseguito nel 1962, appartiene alle collezioni d'arte della Fondazione Cariplo.

## Descrizione
Si tratta di una composizione caratterizzata da un eterogeneo groviglio di oggetti rappresentati in stile pop art e con una tecnica che richiama il collage.